# Turismo no Rio Grande do Norte

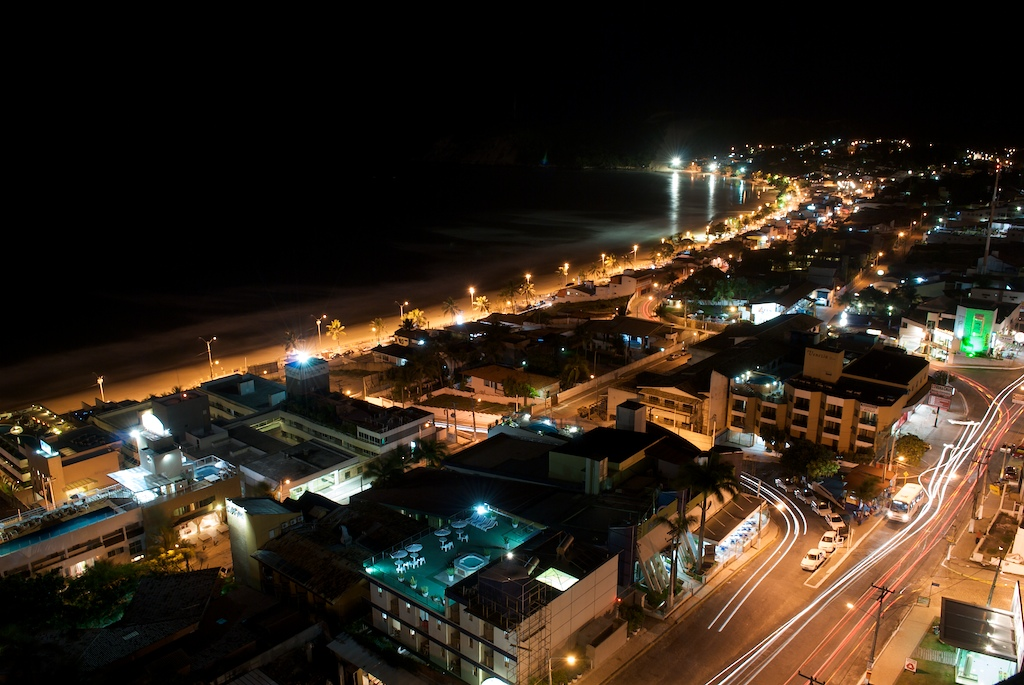
Natal, capital e maior cidade do estado, porta de entrada para o turismo no Rio Grande do Norte.

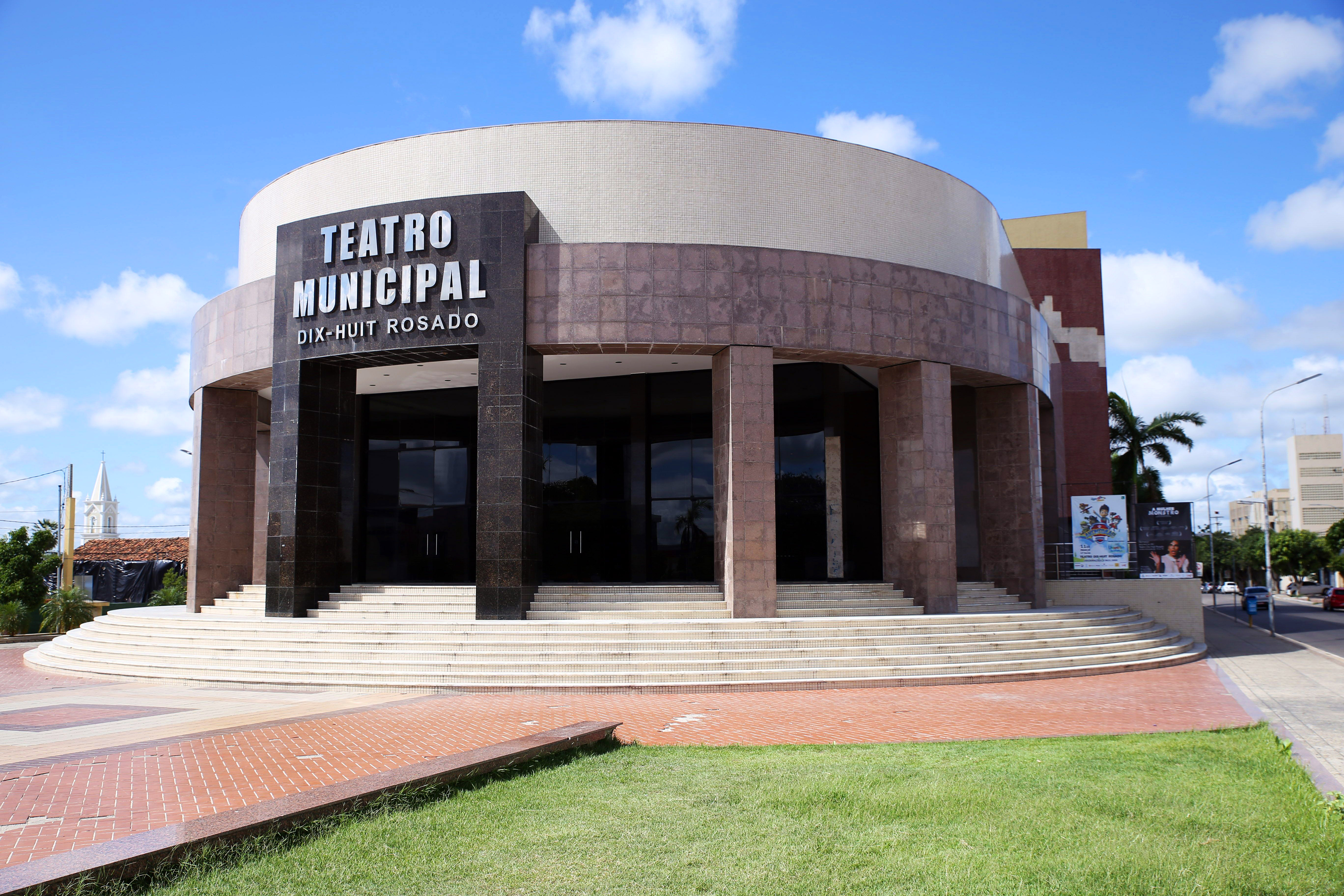
Mossoró, segunda maior cidade do estado, é um destino cultural especialmente procurado.

O turismo no Rio Grande do Norte se tornou uma das principais atividades econômicas do estado e é a atividade que mais emprega, visto sua abundante riqueza de atrações naturais e por ser um estado nordestino e ter um clima tropical agradável. Ele é responsável também pelo principal papel que alavanca o desenvolvimento do estado, já ocupando o posto de segunda fonte de renda estadual (Receita estimada de US$ 216.131.752 em 2002, segundo dados da SETUR-RN) e de maior empregador da iniciativa própria.
O Rio Grande do Norte, segundo pesquisas, é um estado altamente atrativo, tanto que em 91% dos turistas entrevistados, pretendem retornar ao estado em outra oportunidade. Em apenas cinco anos, o número de visitantes cresceu em aproximadamente 50% – saindo de 1.423.886 em 2002, para 2.096.322 em 2007.
Como forma de interiorização do turismo, para que este não fique apenas concentrado em Natal e arredores, o governo do estado criou cinco polos turísticos, cada um com temas turísticos definidos, (apesar de não ser restrito a). Pode se escolher entre:
- sol/mar/praia: Costa das Dunas;
- histórico/dunas/praias desertas: Costa Branca;
- ecoturismo: Serrano;
- rural/cultural/religioso: Seridó;
- aventura: Agreste/Trairi;
- também deve-se salientar que existe turismo de negócios em algumas cidades, especialmente em Mossoró.

## Atrações turísticas

### Praias

Praia do Amor

- Praia de Ponta Negra
- Praia de Pipa
- Praia de Pirangi

### Dunas

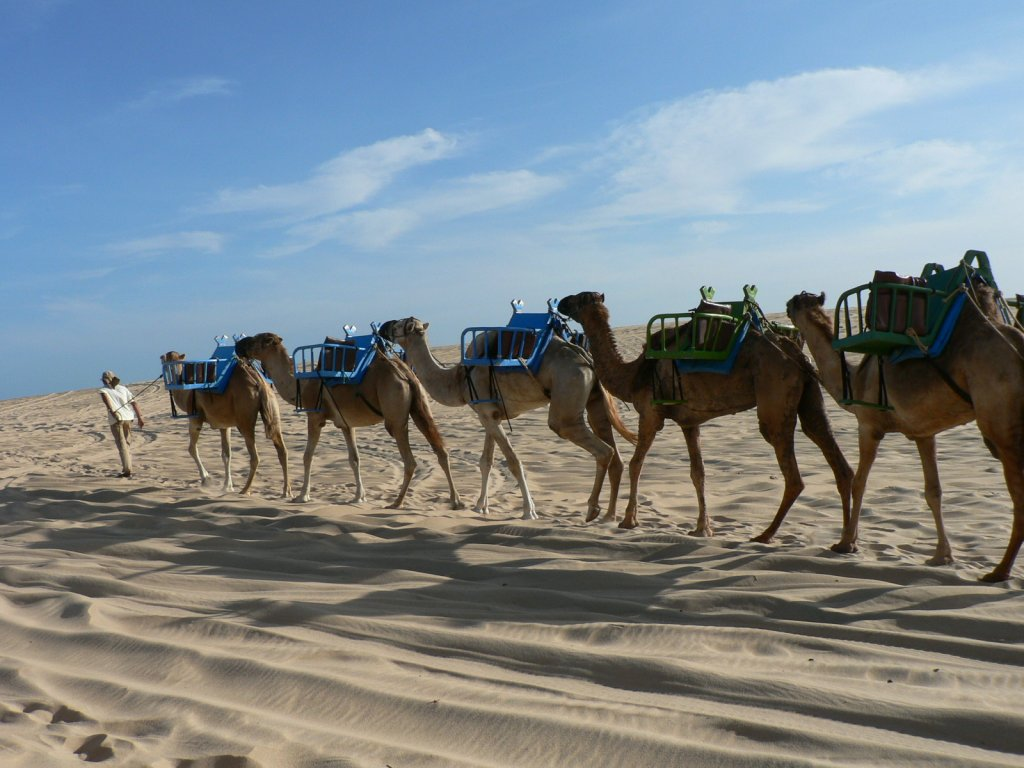
Dromedários em Genipabu

- Morro do Careca
- Genipabu
- Dunas do Rosado

### Águas cristalinas
- Parrachos de Maracajaú
- Parrachos de Pirangi

### Lagoas
- Arituba
- Lagoa do Carcará

### Monumentos históricos

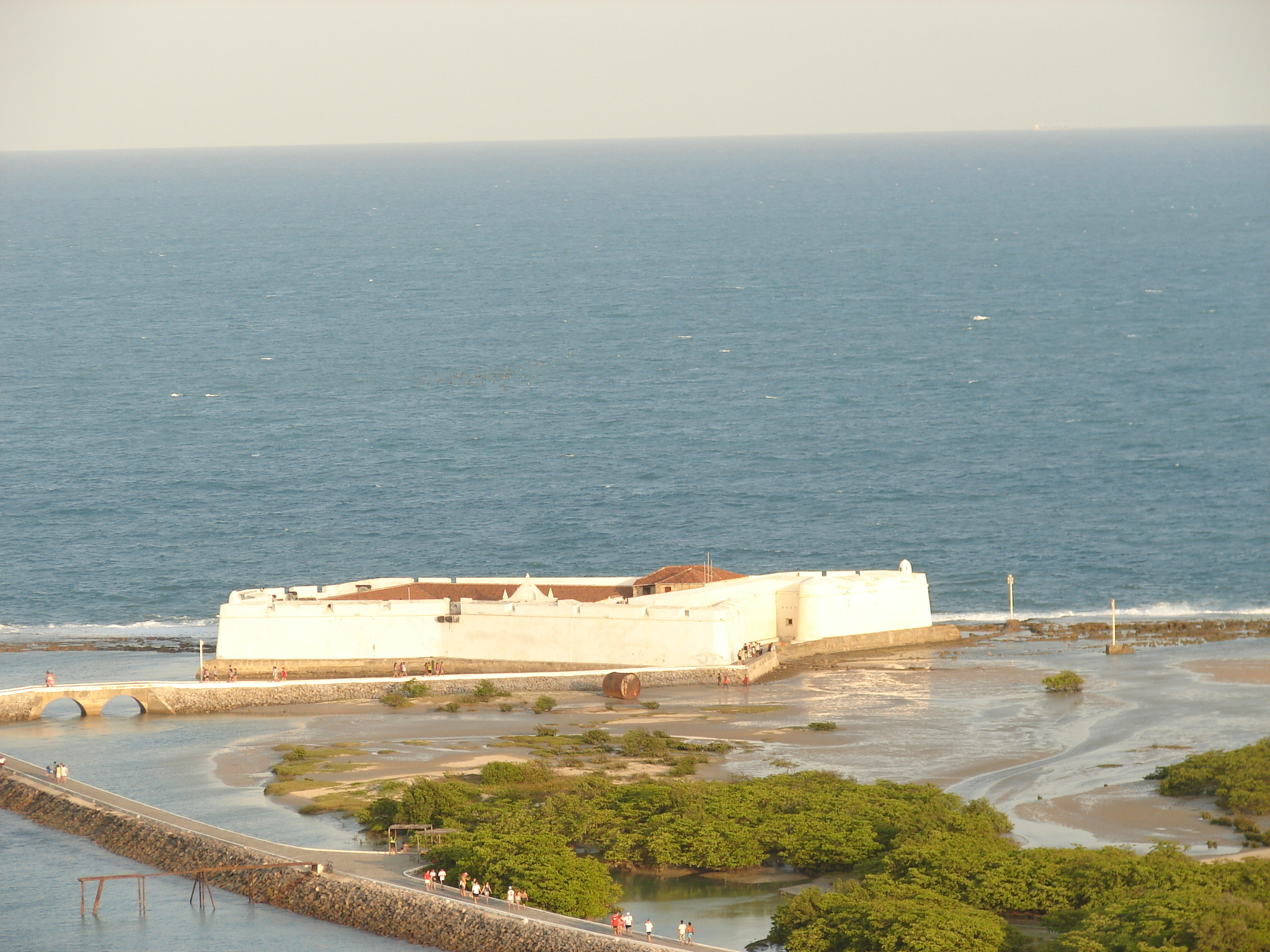
Forte dos Reis Magos

- Centro Histórico de Natal (vários prédios, igrejas e monumentos)
- Forte dos Reis Magos
- Teatro Alberto Maranhão

### Museus
- Memorial Câmara Cascudo
- Museu de Cultura Popular
- Museu Câmara Cascudo

### Construções em geral

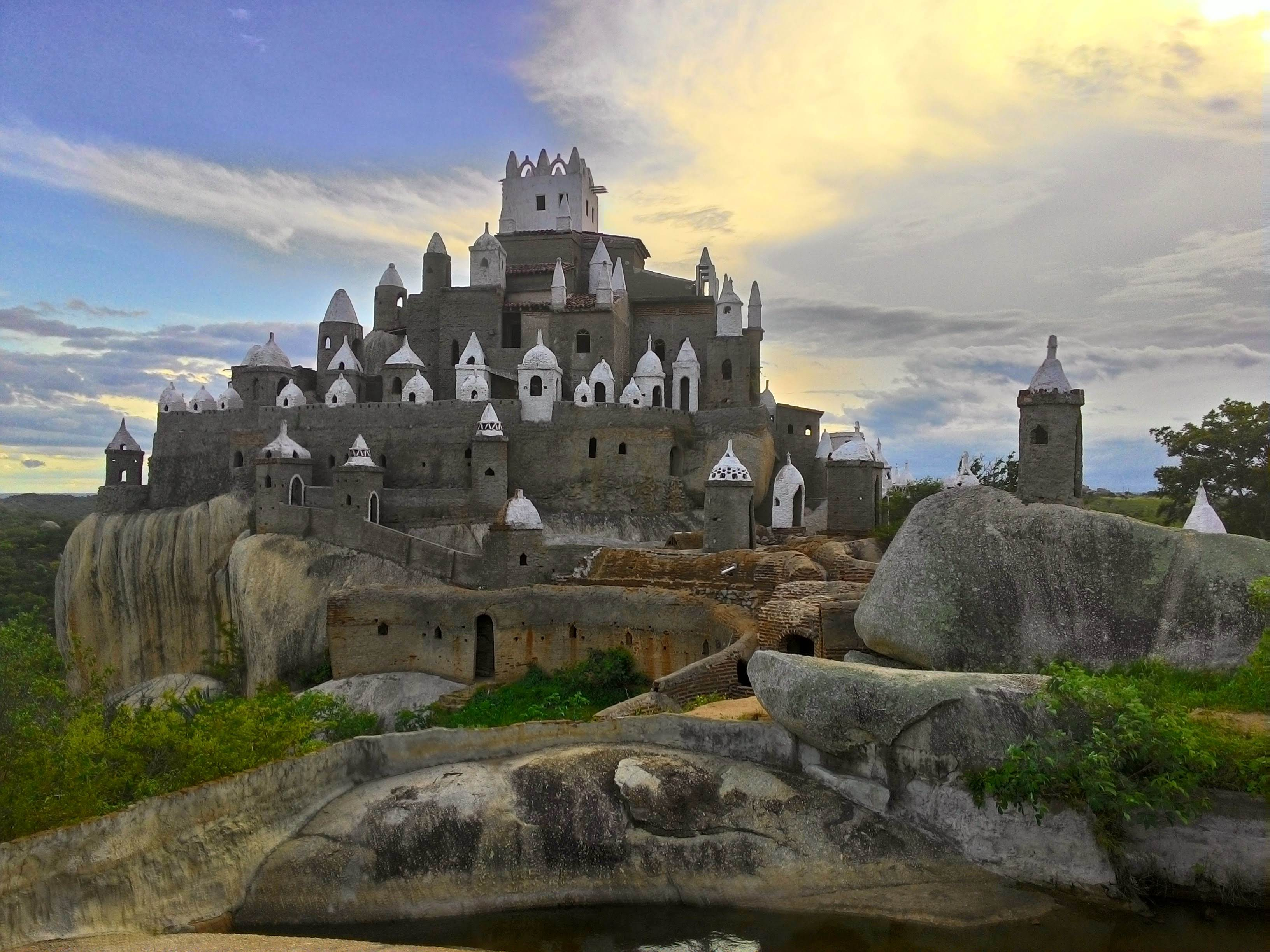
Castelo Zé dos Montes

Serra do Pico, localizado no município de Janduís/RN.

- Ponte Newton Navarro
- Mirante da Gente
- Corredor Cultural de Mossoró
- Castelo de Engady
- Castelo de Zé dos Montes
- Castelo Di Bivar

### Parques
- Parque das Dunas

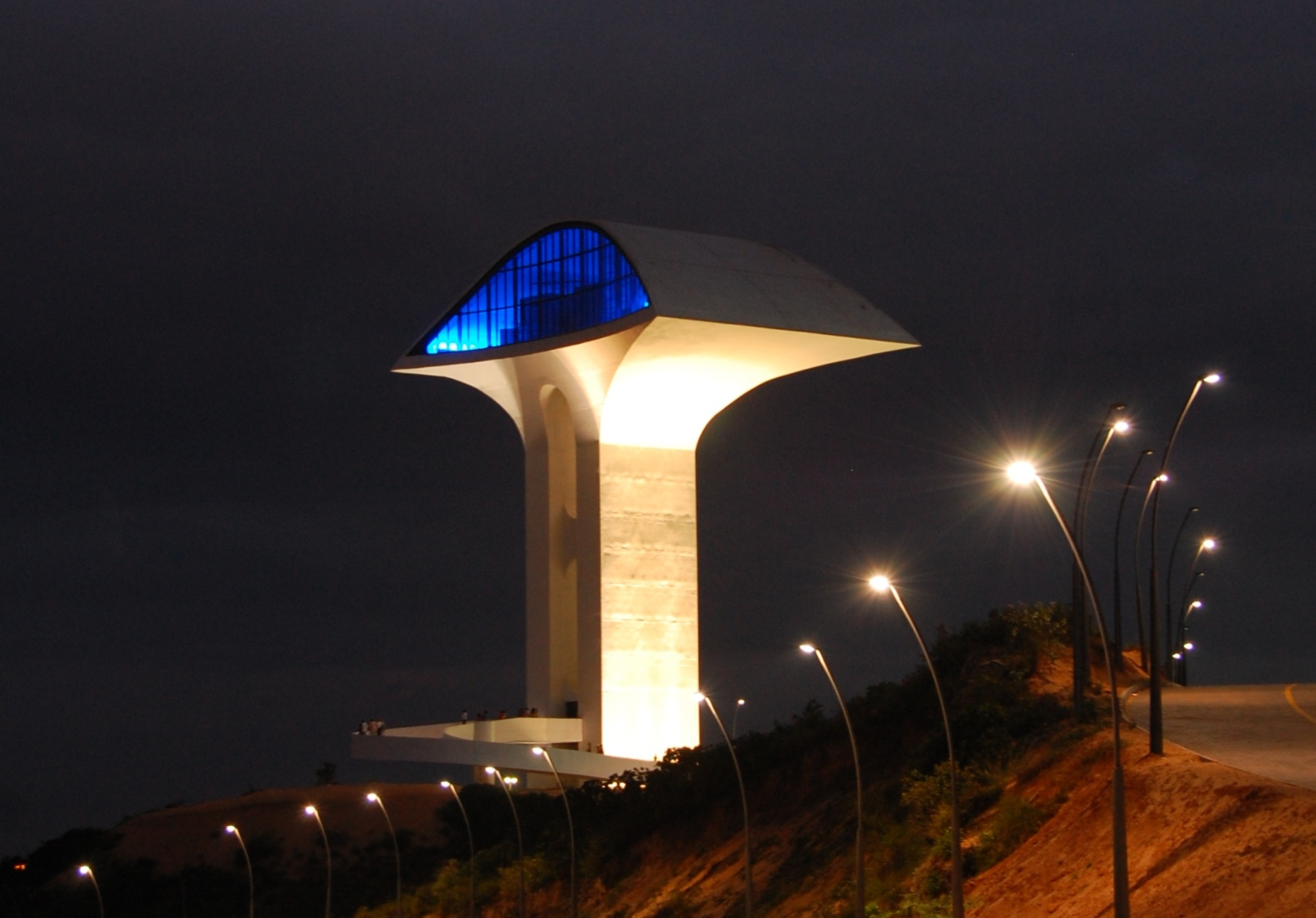
Parque da Cidade Dom Nivaldo Monte

- Parque da Cidade Dom Nivaldo Monte

### Picos
- Pico do Cabugi
- Serra do Pico

### Serras
- Serras de Martins
- Serra do Boqueirão

### Outros
- Aquário Natal
- Barreira do Inferno
- Ma-Noa Park

## Festividades e eventos

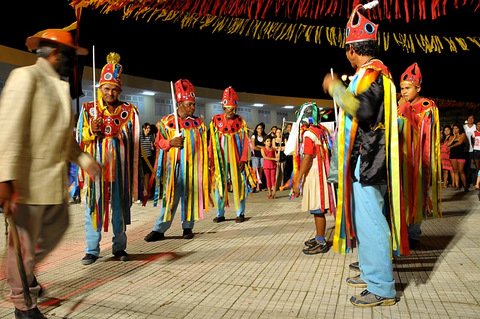
Cultura potiguar.

### Carnaval
- Carnaval de Caicó
- Carnaval de Macau
- Carnaval de Guamaré
- Carnaval de Natal

### Micaretas
- Carnatal
- Carnapau

### Festa junina
- Mossoró Cidade Junina
- São João em São João

### Outros
- Natal em Natal
- Festa do Boi
- Natal Fashion Week
- Festa de Santana de Caicó

## Trivia
O turismo cultural no estado, especialmente na capital é quase nulo. Existem várias opções de cultura, como os museus e prédios históricos, porem estes locais recebem poucas visitas de turistas. O problema é que os guias de turismo e as agências de viagem não colocam os locais no roteiro de quem visita o estado, pois estes não recebem comissão e por isso só indicam os pontos de venda e visitação de onde se obtém lucros. Além disso, a falta de preservação, divulgação, infraestrutura e segurança dos monumentos históricos e prédios é outro empecilho ao turismo cultural. Entretanto, para tentar inserir o Centro Histórico de Natal nos roteiros turísticos, a secretaria municipal de turismo mandou um projeto para a UNESCO que foi aprovado no final do ano de 2008. No plano estão previstas todas as mudanças na área para que ela contemple as reivindicações das agências.